# Elizabeth Blackburn
Elizabeth Helen Blackburn (Hobart, 1948. november 26. –) ausztrál-amerikai molekuláris biológus. 2009-ben Carol W. Greiderrel és Jack W. Szostakkal megosztva elnyerte a fiziológiai Nobel-díjat, mert felfedezte a kromoszómák végeit védő telomereket megújító telomeráz enzimet.

## Tanulmányai
Elizabeth Blackburn 1948. november 26-án született Tasmánia fővárosában, Hobartban. Szülei, Harold Blackburn és Marcia Jack Blackburn mindketten családorvosok voltak. Elizabeth második volt a hét gyermekük közül. Négy éves korában a család az észak-tasmániai Launcestonba költözött; itt járt óvodába és a Broadland House elemi lányiskolába. 1964-ben Melbourne-be költöztek tovább és itt fejezte be a középiskolát. A Melbourne-i Egyetemen folytatta tanulmányait, ahol 1970-ben biokémiából BSc, 1972-ben pedig MSc diplomát szerzett. Szakdolgozatának témája a glutamin lebontása volt a májban. Tanszékvezetője bemutatta régi ismerősének az Ausztráliába látogató, Nobel-díjas fehérjekémikus Frederick Sangernek, aki felajánlotta, hogy végezze cambridge-i laboratóriumában doktori kutatásait. A döntést megkönnyítette, hogy Blackburn nagynénje és nagybátyja orvosként Cambridge-ben praktizáltak. Angliai kutatásai során Blackburn a phiX 174 bakteriofág DNS-ét írta át több részletben RNS-sé, majd azokat összeillesztette és összehasonlította az eredeti DNS-genommal. 1975-ben megszerezte PhD fokozatát.
Még ugyanebben az évben férjhez ment a szintén molekuláris biológus John Sedathoz és követte őt az Egyesült Államokba, a Yale Egyetemre, ahol két évet töltött posztdoktori ösztöndíjjal Joseph Gall laboratóriumában. Gall a Tetrahymena thermophila csillós egysejtű nagy számban jelen levő minikromoszómáinak végeinek (az ún. telomer régió) szekvenciameghatározását bízta rá. 

## Munkássága
1977 végén férjével együtt San Franciscóba költözött, ahol Sedat a San Franciscó-i Kaliforniai Egyetemen (USCA) kapott tanársegédi állást. Blackburn egy ideig sikertelenül keresett munkahelyet, végül sikerrel megpályázott egy ösztöndíjat az USCA-n korábbi, telomeres munkája folytatására és röviddel később 1978 márciusában sikerült elhelyezkednie tanársegédként a Berkeley Egyetemen.
A kromoszómavégek, a telomerek iránt ekkor már egy ideje érdeklődtek a kutatók, mert a DNS-másolás sajátosságai miatt, a molekula minden lemásolásakor néhány bázissal megrövidült. Emiatt a testi sejtek csak bizonyos számú osztódásra képesek, utána elfogy a telomerjük és kromoszómájuk "védőkupak" híján instabillá válik. Sokak nézete szerint ez állt az öregedés hátterében is, hogy a sejtek nem voltak képesek osztódni többé. Nyilvánvaló volt, hogy a folyamatosan osztódó sejtekben, mint a tumorsejtek vagy az egysejtű organizmusok, a telomert valahogyan pótolni kell. Blackburn elképzelése az volt, hogy -legalábbis a Tetrahymena esetében – a CCCCAA szakaszok ismétlődéséből álló telomert egy speciális enzim hosszabbítja meg, de állítását nem tudta bizonyítani.
1984-ben egy mesterkurzust végző diáklány, Carol Greider segítségével hozzáfogott az enzim megkeresésének. Eleinte a telomerre tapadó fehérjekomplex tagjait próbálták szétválasztani és enzimaktivitást mérni rajtuk, de ez a megközelítés nem vezetett eredményre. Néhány hónapos hiábavaló próbálkozás után mesterségesen szintetizált, radioaktív oligonukleotidokkal próbálták megkeresni a rejtélyes fehérjét és ezzel a módszerrel Greider 1984 karácsonyán végül sikerrel járt: megtalálta a proteint és egyben kimutatta megfelelő enzimaktivitását is. Néhány hónapos további munka után, amely során kizárták eredményeik minden más értelmezését, Blackburn és Greider közzétette, hogy felfedezték a telomeráz enzimet, amely képes meghosszabbítani a kromoszómavégeket. A tudományos közvélemény lelkesen reagált, voltak akik egyenesen a rák gyógyszerét vagy az öregedés megállítását vizionálták. Bár csoda nem született, a két kutató felfedezése új fejezetet nyitott a rákkutatásban és a sejtélettanban.
Blackburnt 1986-ban a Berkeley professzorává nevezték ki és az év végén megszületett fia, Benjamin David is. 1990-ben átment az USCA mikrobiológiai és immunológiai tanszékére, amelyet ő vezetett 1993 és 1999 között.
1996 és 2001-között tagja volt a Nemzeti Bioetikai Tanácsadó Testületnek, amely az amerikai elnöknek nyújtott tudományos tanácsadást. 2002-ben nevezték az újonnan felállított testületbe. Blackburn nyíltan támogatta a humán embrionális őssejtkutatást, amelyet a Bush-kormányzat ellenzett. 2004-es felmentése nagy vihart kavart tudományos körökben, mert úgy értelmezték, hogy politikai okokból félreállították.
2009-ben Elizabeth Blackburn, Carol Greider és Jack Szostak (utóbbi élesztőgomba telomerjeit vizsgálta) fiziológiai Nobel-díjat kapott a telomeráz enzim felfedezésért.

## Elismerései
- 1988 Eli Lilly kutatói díj

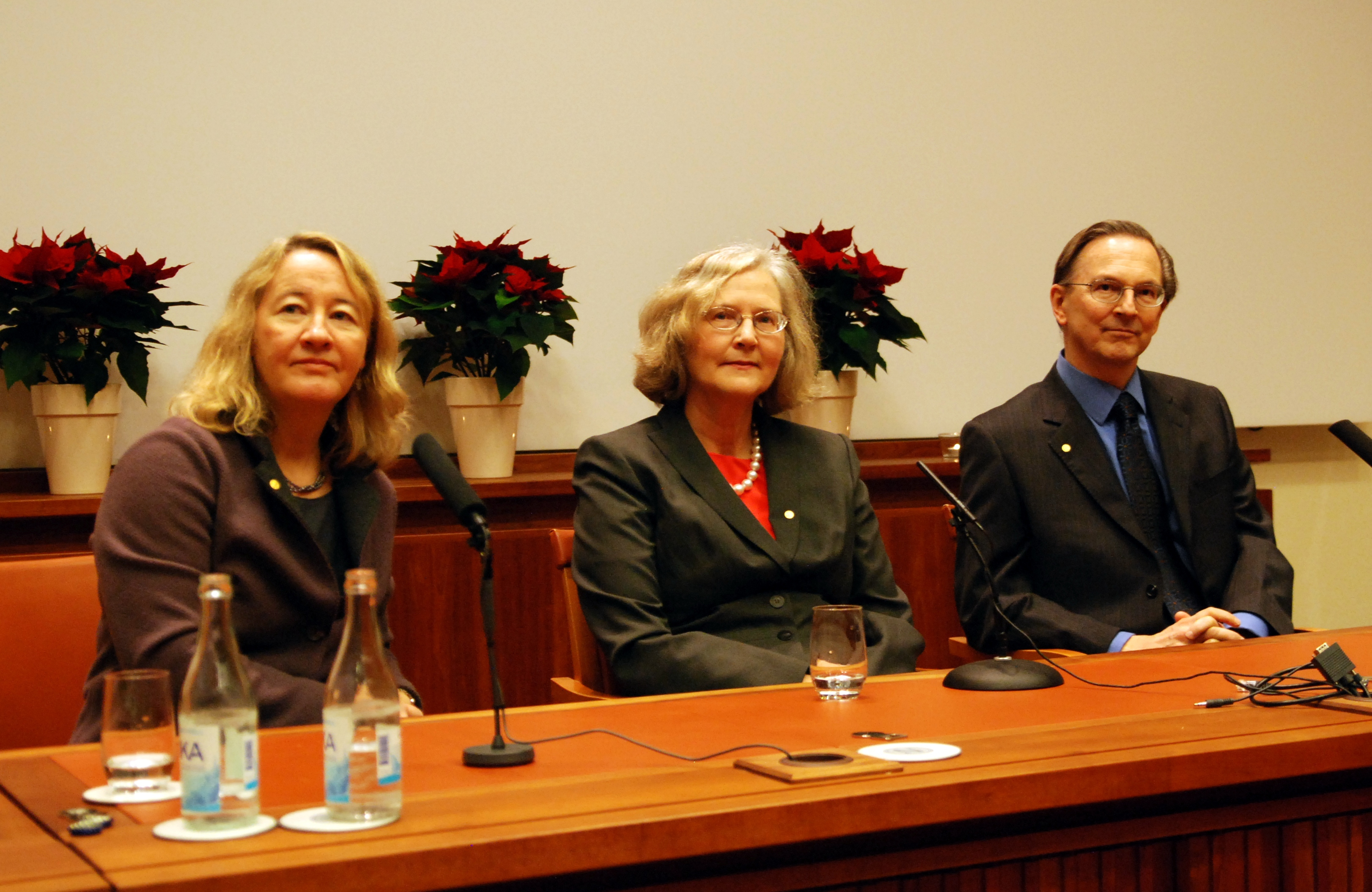
2009 orvosi Nobel-díjasai: Carol W. Greider, Elizabeth Blackburn és Jack W. Szostak

- 1990 a Nemzeti Tudományos Akadémia molekuláris biológiai díja
- 1998 Ausztrália-díj
- 1998 a Gairdner Alapítvány nemzetközi díja
- 1999 Harvey-díj
- 2000 az Amerikai Rákkutató Társaság G.H.A. Clowes-emlékdíja
- 2001 a General Motors Rákkutató Alapítvány Alfred P. Sloan-díja
- 2001 az Amerikai Sejtbiológiai Társaság E.B.Wilson-díja
- 2003 Bristol-Myers Squibb-díj
- 2004 Dr A.H. Heineken-díj
- 2005 a Franklin Intézet Benjamin Franklin-érme
- 2006 Albert Lasker-díj az orvosi alapkutatásért
- 2006 a Peter Gruber Alapítvány genetikai díja
- 2006 Wiley-díj
- 2007 a Columbia Egyetem Louisa Gross Horwitz-díja
- 2008 L'Oréal-UNESCO díj a női kutatók számára
- 2009 Paul Ehrlich és Ludwig Darmstaedter-díj
- 2009 Fiziológiai és orvostudományi Nobel-díj
- 2010 Ausztrália-rend
- 2012 az Amerikai Kémikusok Intézetének aranyérme
- 2015 a Royal Society érme

Tagja az Amerikai Tudományos és Művészeti Akadémiának (1991), a brit Royal Society-nek (1992), az Ausztrál Tudományos Akadémiának (2007) és levelező tagja az amerikai Nemzeti Tudományos Akadémiának. Az Amerikai Rákkutató Társaság elnöke 2010-ben és az Amerikai Sejtbiológiai Társaság elnöke 1998-ban.

## Magyarul megjelent művei
- Elizabeth Blackburn–Elissa Epel: A fiatalság titka. A telomer-hatás; ford. Szilágyi Eszter; Édesvíz, Bp., 2018